# All I Ever Wanted (песня The Human League)
 «All I Ever Wanted» — сингл британской синтипоп-группы The Human League с альбома Secrets, изданный  в 2001 году лейблом Papilon Records.
Композиция была издана в качестве первого сингла с альбома Secrets и добилась коммерческого успеха, а также была признана критиками лучшей песней коллектива 2000-х годов, кроме того, сингл занял позицию № 47 в UK Singles Chart.

## О песне
«All I Ever Wanted» была написана вокалистом группы Филипом Оки и Нилом Саттоном, а её продюсированием занимались Керри Хорвуд и Дэйв Клейтон, которые работали над звучанием сингла. Он был положительно принят музыкальными критиками.
Песня вышла в различных форматах, таких как: виниловая пластинка (12"), CD-сингл, макси-сингл и промосингл. На него было сделано большое количество ремиксов.

## Список композиций
12" виниловая пластинка
1. «All I Ever Wanted» (Oliver Lieb's Main Mix) — 7:41
2. «All I Ever Wanted» (Oliver Lieb's Alternative Mix) — 7:10
3. «All I Ever Wanted» (The Vanity Case Mix) — 6:02
4. «All I Ever Wanted» (The Vanity Case Instrumental Mix)  — 5:59

Диск 1
1. «All I Ever Wanted» (Dave Bascombe Album Mix)  — 3:32
2. «Tranquility» — 3:28
3. «All I Ever Wanted» (Vanity Case Mix) — 6:02

Диск 2
1. «All I Ever Wanted» (Original Mix) —  3:55
2. «All I Ever Wanted» (Oliver Lieb Main Mix) — 7:41
3. «All I Ever Wanted» (Video) —  3:33